# ホムカミ〜ニッポン大好き外国人 世界の村に里帰り〜
『ホムカミ〜ニッポン大好き外国人 世界の村に里帰り〜』（ホムカミ ニッポンだいすきがいこくじん せかいのむらにさとがえり）は、2013年10月13日から2014年9月14日まで、毎日放送（MBS）とテレビマンユニオンの共同制作により、TBSテレビ系で放送されていた紀行番組・バラエティ番組。放送時間は毎週日曜日の22時 - 22時54分（JST）。

## 概要
2013年3月21日と同年6月30日に単発の特別番組『ニッポン大好き外国人 世界の村に里帰りスペシャル ホムカミ』として放送され（放送時間は右を参照）、好評だったことから同年10月からレギュラー番組として放送された。TBS系の日曜22時枠で毎日放送とテレビマンユニオンとの共同製作によるレギュラー番組は『世界ウルルン滞在記』（1995年〜2008年）が終了して以来5年ぶりとなる。
番組は日本で暮らす外国人がその故郷に里帰りし、その故郷のお国自慢を紹介する。番組タイトルの「ホムカミ」とは「ホームカミング」の略。
2014年1月3日（金曜日）には、お正月スペシャル『ホムカミ新春番外編〜世界のお正月をいただきます!スペシャル』が8:00 - 9:00で放送された。
後番組は、さまぁ～ずとSHELLYが継続して出演した『さまぁ〜ずの世界のすげぇにツイテッタ〜』。新レギュラーに中島健人(Sexy Zone)を加えて、2014年10月12日から2015年3月1日まで放送。

## 出演
МC
- さまぁ〜ず（大竹一樹・三村マサカズ）

進行
- SHELLY

## 放送内容
| 放送回     | 放送日         | 里帰り外国人                                                        | 故郷                             | 親善大使                               | スタジオゲスト | 備考                          |
| ---------- | -------------- | ------------------------------------------------------------------- | -------------------------------- | -------------------------------------- | --- | ----------------------------- |
| 特番       | 2013年 3月21日 | ボビー・オロゴン                                                    | ナイジェリア                     | ヒロシ                                 | ベリッシモ・フランチェスコ、ボビー・オロゴン、ヨンア、小島瑠璃子、春香クリスティーン                                                   | 19:00 - 20:49                 |
| 特番       | 2013年 3月21日 | ベリッシモ・フランチェスコ                                          | イタリア                         | 大久保佳代子                           | ベリッシモ・フランチェスコ、ボビー・オロゴン、ヨンア、小島瑠璃子、春香クリスティーン                                                   | 19:00 - 20:49                 |
| 特番       | 2013年 3月21日 | カダカ・ジャガット （東京・北区在住）                               | ネパール                         | 古坂大魔王                             | ベリッシモ・フランチェスコ、ボビー・オロゴン、ヨンア、小島瑠璃子、春香クリスティーン                                                   | 19:00 - 20:49                 |
| 特番       | 2013年 3月21日 | エリザベータ・エルキーナ                                            | ラトビア                         | 具志堅用高                             | ベリッシモ・フランチェスコ、ボビー・オロゴン、ヨンア、小島瑠璃子、春香クリスティーン                                                   | 19:00 - 20:49                 |
| 特番       | 6月30日        | ジョンボスコ・セノガ                                                | ウガンダ                         | ヒロシ                                 | パトリック・ハーラン、ボビー・オロゴン、春香クリスティーン                                                                             | 21:00 - 22:48                 |
| 特番       | 6月30日        | パトリック・ハーラン（パックンマックン）                            | アメリカ合衆国・コロラド         | 藤岡弘、 光浦靖子                      | パトリック・ハーラン、ボビー・オロゴン、春香クリスティーン                                                                             | 21:00 - 22:48                 |
| 特番       | 6月30日        | 城オルレジーニ                                                      | ブラジル                         | 庄司智春（品川庄司）                   | パトリック・ハーラン、ボビー・オロゴン、春香クリスティーン                                                                             | 21:00 - 22:48                 |
| 1          | 10月13日       | LiLiCo                                                              | スウェーデン・ストックホルム     | ヒロシ                                 | ボビー・オロゴン、ヨンア、春香クリスティーン                                                                                           | 15分繰り下げ（22:15 - 23:09） |
| 2          | 10月20日       | ユージ                                                              | アメリカ合衆国・マイアミ         | つぶやきシロー                         | 春香クリスティーン、ボビー・オロゴン、LiLiCo                                                                                           | 25分拡大SP（22:10 - 23:29）   |
| 2          | 10月20日       | 赤塚ダナヤンダニ （茨城在住）                                       | スリランカ                       | 古坂大魔王                             | 春香クリスティーン、ボビー・オロゴン、LiLiCo                                                                                           | 25分拡大SP（22:10 - 23:29）   |
| 3          | 10月27日       | サヌ・カジ・グルン一家 （沖縄在住）                                 | ネパール                         | 大和一孝（スパローズ）                 | 加賀美セイラ、川口春奈、春香クリスティーン、ボビー・オロゴン                                                                           |                               |
| 4          | 11月3日        | エリック・ワイナイナ                                                | ケニア                           | ノッチ                                 | 加賀美セイラ、ボビー・オロゴン、ユージ                                                                                                 |                               |
| 5          | 11月10日       | 松本アリセ                                                          | インドネシア                     | ヒロシ                                 | ダレノガレ明美、ボビー・オロゴン、ホラン千秋                                                                                           |                               |
| 6          | 11月17日       | ニリカ・ピサロ                                                      | チリ                             | 真栄田賢（スリムクラブ）               | ダレノガレ明美、ボビー・オロゴン、ホラン千秋                                                                                           |                               |
| 7          | 11月24日       | 味澤ペンシー （タイ料理研究家）                                     | タイ・ゴヤイ村                   | レッド吉田（TIM）                      | 春香クリスティーン、ボビー・オロゴン、マギー                                                                                           |                               |
| 8          | 12月1日        | サイク・バー                                                        | シエラレオネ                     | 飯尾和樹（ずん）                       | 黒宮ニイナ、春香クリスティーン、ボビー・オロゴン                                                                                       |                               |
| 9          | 12月8日        | メンドーサ・ジョアオ                                                | 東ティモール                     | ヒロシ                                 | アグネス・チャン、ボビー・オロゴン、ヨンア                                                                                             |                               |
| 10         | 12月15日       | クリス・ハート                                                      | アメリカ合衆国・サンフランシスコ | 小沢一敬（スピードワゴン）             | クリス・ハート、ボビー・オロゴン、マギー                                                                                               |                               |
| 11         | 12月22日       | パンツェッタ・ジローラモ                                            | イタリア・ナポリ                 | ジミー大西                             | 飯尾和樹（ずん）、古坂大魔王、澤部佑（ハライチ）、ノッチ、パンツェッタ・ジローラモ、ボビー・オロゴン、八代亜紀、スパローズ大和、ヨンア | 2時間SP（21:25 - 23:19）      |
| 11         | 12月22日       | ペルー人一家                                                        | ペルー                           | 庄司智春（品川庄司）                   | 飯尾和樹（ずん）、古坂大魔王、澤部佑（ハライチ）、ノッチ、パンツェッタ・ジローラモ、ボビー・オロゴン、八代亜紀、スパローズ大和、ヨンア | 2時間SP（21:25 - 23:19）      |
| 新春番外編 | 2014年 1月3日  | 赤塚ダヤナンダニ                                                    | スリランカ                       | 古坂大魔王                             | ボビー・オロゴン | 8:00 - 9:00                   |
| 新春番外編 | 2014年 1月3日  | 松本アリセ                                                          | インドネシア                     | ヒロシ                                 | ボビー・オロゴン | 8:00 - 9:00                   |
| 12         | 1月12日        | 下田さゆり （神奈川在住）                                           | ブラジル・サルバドール           | 虻川美穂子（北陽）                     | 大政絢、春香クリスティーン、ボビー・オロゴン、ユージ                                                                                   | 25分繰り下げ（22:25 - 23:19） |
| 13         | 1月19日        | ユーリイ                                                            | ロシア・ソチ                     | ヒロシ                                 | 荻原次晴、岸本加世子、春香クリスティーン、ボビー・オロゴン                                                                             | 10分繰り下げ（22:10 - 23:04） |
| 14         | 1月26日        | マッシーナ （栃木在住）                                             | ギニア                           | ノッチ                                 | ボビー・オロゴン、ユージ |                               |
| 15         | 2月2日         | ニコラス・ペタス                                                    | デンマーク                       | ヒロシ ロッチ                          | ボビー・オロゴン、東尾理子、ユージ |                               |
| 16         | 2月9日         | ジャンピエーロ （ピザ職人）                                         | イタリア                         | 古坂大魔王                             | ボビー・オロゴン、山瀬まみ、マギー | 10分繰り下げ（22:10 - 23:04） |
| 17         | 2月16日        | バータ・プラティマ                                                  | ネパール・バダンブール村         | IMALU                                  | ボビー・オロゴン、高橋真麻、春香クリスティーン                                                                                         |                               |
| 18         | 2月23日        | 井手メロディ （宮崎在住）                                           | アメリカ合衆国・ニューヨーク     | ウド鈴木（キャイ〜ン）                 | ボビー・オロゴン、松嶋尚美、井手綾香                                                                                                   | 5分繰り下げ（22:05 - 22:59）  |
| 19         | 3月2日         | イフティ・薫夫妻                                                    | バングラデシュ                   | 篠山輝信                               | 秋吉久美子、ボビー・オロゴン、春香クリスティーン                                                                                       |                               |
| 20         | 3月9日         | エレナ （大阪在住）                                                 | クロアチア                       | NANA（MAX）                            | ボビー・オロゴン、中島健人、ヨンア |                               |
| 21         | 3月16日        | 純・沢海兄弟 （大分在住の日外混血児）                               | フィジー                         | 鈴木亮平                               | ボビー・オロゴン、ユージ、優木まおみ                                                                                                   | 15分繰り下げ（22:15 - 23:09） |
| 22         | 4月13日        | ヨンア                                                              | 韓国                             | さまぁ〜ず ヒロシ                      | 高畑淳子、ボビー・オロゴン、松嶋尚美                                                                                                   | 2時間SP                       |
| 22         | 4月13日        | ジェム・アルデミル （「ターキッシュ・エアラインズ」広報宣伝部長）   | トルコ                           | 高橋ひとみ                             | 高畑淳子、ボビー・オロゴン、松嶋尚美                                                                                                   | 2時間SP                       |
| 22         | 4月13日        | ダミダンジャブ・バトチメグ （東京・新宿在住）                       | モンゴル                         | 黄川田将也                             | 高畑淳子、ボビー・オロゴン、松嶋尚美                                                                                                   | 2時間SP                       |
| 23         | 4月27日        | 江玉（川劇「変面（変臉）」継承認定者）                              | 中国                             | 秋元才加                               | 秋元才加、柴田理恵、ヨンア | 25分繰り下げ（22:25 - 23:17） |
| 24         | 5月4日         | 栗原類                                                              | イギリス                         | 鳥居みゆき                             | 栗原類、ボビー・オロゴン、松嶋尚美 |                               |
| 25         | 5月11日        | 石原理華 （東京・日本橋人形町在住の 日本と スペインの混血児）       | スペイン                         | 渡部陽一                               | 高畑淳子、ボビー・オロゴン、渡部陽一、小島瑠璃子                                                                                       | 10分繰り下げ（22:10 - 23:02） |
| 26         | 5月18日        | シャラド・ライ （東京・葛飾区在住）                                 | ネパール                         | 西村和彦                               | 菊池風磨、中島健人、西村和彦、May J.                                                                                                   |                               |
| 27         | 5月25日        | 佐佐木ジャッキー （仙台在住）                                       | オーストラリア                   | 庄司智春（品川庄司）                   | 庄司智春、はるな愛、ヨンア |                               |
| 28         | 6月1日         | 寧仁太・アリ （東京・世田谷区在住の 日本と ガーナの混血児）         | ガーナ                           | 石田卓也                               | 石田卓也、ボビー・オロゴン、松嶋尚美                                                                                                   |                               |
| 29         | 6月8日         | スジーワ・ウィジャヤナーヤカ （福岡在住の社会人野球全国大会審判員） | スリランカ                       | ウド鈴木（キャイ〜ン）                 | ウド鈴木、スザンヌ、ヨンア |                               |
| 30         | 6月15日        | バトラン・ジャファー （京都在住）                                   | ヨルダン                         | 中島健人                               | 柴田理恵、中島健人、ボビー・オロゴン                                                                                                   | 10分繰り下げ（22:10 - 23:04） |
| 31         | 6月22日        | May J.                                                              | イラン                           | ヒロシ                                 | 鈴木奈々、May J.、ボビー・オロゴン | 10分繰り下げ（22:10 - 23:04） |
| 32         | 7月13日        | ナチャヤ・フユ （ タイ出身の姉弟）                                  | タイ                             | スギちゃん                             | 柴田理恵、スギちゃん、春香クリスティーン                                                                                               |                               |
| 33         | 7月20日        | デニス・チャベス （埼玉県・川口市在住）                             | ペルー                           | 加藤雅也                               | 加藤雅也、高橋真麻、北斗晶、ヨンア |                               |
| 34         | 7月27日        | 浅野仁 （ ボリビア在住）                                            | 日本                             | 宇梶剛士                               | 井森美幸、宇梶剛士、ヨンア |                               |
| 35         | 8月3日         | ラヴォワ・ガニオン・クリスティヌ                                    | カナダ                           | 栗山千明                               | 栗山千明、JOY、鈴木奈々 |                               |
| 36         | 8月10日        | エリザベス・コラン （北海道在住）                                   | バヌアツ                         | 南明奈 庄司智春（品川庄司） 具志堅用高 | 具志堅用高、ボビー・オロゴン、南明奈                                                                                                   |                               |
| 37         | 8月17日        | グレッグ                                                            | ニュージーランド                 | 滝沢秀明                               | 滝沢秀明、木村佳乃、松嶋尚美、ボビー・オロゴン                                                                                         |                               |
| 38         | 8月31日        | 秋元才加                                                            | フィリピン                       | 篠田麻里子 ヒロシ                      | 秋元才加、篠田麻里子、小沢一敬（スピードワゴン）                                                                                       |                               |
| 39         | 9月7日         | IVAN                                                                | ドミニカ共和国                   | ヒロシ                                 | IVAN、JOY、木村文乃 |                               |
| 40         | 9月14日        | SHELLY                                                              | 横浜 アメリカ合衆国              | ヒロシ 大和一孝（スパローズ）          | いとうあさこ、ボビー・オロゴン、松嶋尚美、ヨンア                                                                                       | 30分繰り下げ（22:30 - 23:24） |

## スタッフ
- 演出：宇都浩一郎 ほか（テレビマンユニオンのディレクターが週替わりで担当）
- ナレーション：近石真介
- 構成：今村クニト、稲原誠

〈ロケスタッフ〉
- 撮影：中林清一
- VE：水上智重子
- 演出補：畑中皓太 ほか（テレビマンユニオンのADが週替わりで担当）
- 編集：大川義弘（ビデオユニテ）

〈スタジオ技術〉
- TD：石毛雄己
- カメラ：佐藤厚誠
- VE：横川友之
- AUD：渡邊拓
- 照明：矢作和彦（ティ・エル・シー）
- 美術制作：橋本昌和（フジアール）
- セットデザイン：飯塚洋行
- TK：飛田亜也
- FD：大島明（テレビマンユニオン）
- タイトル：ジーニーズ
- CGデザイン：渡美穂（IMAGICA）
- EED：藤森裕太、佐分利良規
- MA：青木雅春、原田圭吾
- 音効：四元裕二、山嵜裕児
- リサーチ：伊藤暢子、One by one Plus
- コーディネーター：中野香子
- 協力：ビデオユニテ、IMAGICA、スウィッシュ・ジャパン、ティ・エル・シー、フジアール、テクノマックス、81プロデュース
- 編成：山田陽輔（MBS）
- 宣伝：安藤ひと実（MBS）
- 海外デスク：津田環（テレビマンユニオン）
- キャスティングプロデューサー：高城朝子（テレビマンユニオン）
- 制作プロデューサー：飯笹雅之（テレビマンユニオン）
- 演出統括：藤田慎一（テレビマンユニオン、以前は総合演出）
- プロデューサー：上野大介（MBS）、神山健一郎（テレビマンユニオン）、国分禎雄（テレビマンユニオン）
- 製作：テレビマンユニオン・毎日放送

## ネット局
| 放送対象地域   | 放送局                    | 系列    | 放送期間                       | 放送日時           | 遅れ       |
| -------------- | ------------------------- | ------- | ------------------------------ | ------------------ | ---------- |
| 近畿広域圏     | 毎日放送（MBS）           | TBS系列 | 2013年10月13日 - 2014年9月14日 | 日曜 22:00 - 22:54 | 制作局     |
| 北海道         | 北海道放送（HBC）         | TBS系列 | 2013年10月13日 - 2014年9月14日 | 日曜 22:00 - 22:54 | 同時ネット |
| 青森県         | 青森テレビ（ATV）         | TBS系列 | 2013年10月13日 - 2014年9月14日 | 日曜 22:00 - 22:54 | 同時ネット |
| 岩手県         | IBC岩手放送（IBC）        | TBS系列 | 2013年10月13日 - 2014年9月14日 | 日曜 22:00 - 22:54 | 同時ネット |
| 宮城県         | 東北放送（TBC）           | TBS系列 | 2013年10月13日 - 2014年9月14日 | 日曜 22:00 - 22:54 | 同時ネット |
| 山形県         | テレビユー山形（TUY）     | TBS系列 | 2013年10月13日 - 2014年9月14日 | 日曜 22:00 - 22:54 | 同時ネット |
| 福島県         | テレビユー福島（TUF）     | TBS系列 | 2013年10月13日 - 2014年9月14日 | 日曜 22:00 - 22:54 | 同時ネット |
| 関東広域圏     | TBSテレビ（TBS）          | TBS系列 | 2013年10月13日 - 2014年9月14日 | 日曜 22:00 - 22:54 | 同時ネット |
| 山梨県         | テレビ山梨（UTY）         | TBS系列 | 2013年10月13日 - 2014年9月14日 | 日曜 22:00 - 22:54 | 同時ネット |
| 新潟県         | 新潟放送（BSN）           | TBS系列 | 2013年10月13日 - 2014年9月14日 | 日曜 22:00 - 22:54 | 同時ネット |
| 長野県         | 信越放送（SBC）           | TBS系列 | 2013年10月13日 - 2014年9月14日 | 日曜 22:00 - 22:54 | 同時ネット |
| 静岡県         | 静岡放送（SBS）           | TBS系列 | 2013年10月13日 - 2014年9月14日 | 日曜 22:00 - 22:54 | 同時ネット |
| 富山県         | チューリップテレビ（TUT） | TBS系列 | 2013年10月13日 - 2014年9月14日 | 日曜 22:00 - 22:54 | 同時ネット |
| 石川県         | 北陸放送（MRO）           | TBS系列 | 2013年10月13日 - 2014年9月14日 | 日曜 22:00 - 22:54 | 同時ネット |
| 中京広域圏     | CBCテレビ（CBC）          | TBS系列 | 2013年10月13日 - 2014年9月14日 | 日曜 22:00 - 22:54 | 同時ネット |
| 鳥取県・島根県 | 山陰放送（BSS）           | TBS系列 | 2013年10月13日 - 2014年9月14日 | 日曜 22:00 - 22:54 | 同時ネット |
| 岡山県・香川県 | 山陽放送（RSK）           | TBS系列 | 2013年10月13日 - 2014年9月14日 | 日曜 22:00 - 22:54 | 同時ネット |
| 広島県         | 中国放送（RCC）           | TBS系列 | 2013年10月13日 - 2014年9月14日 | 日曜 22:00 - 22:54 | 同時ネット |
| 山口県         | テレビ山口（tys）         | TBS系列 | 2013年10月13日 - 2014年9月14日 | 日曜 22:00 - 22:54 | 同時ネット |
| 愛媛県         | あいテレビ（ITV）         | TBS系列 | 2013年10月13日 - 2014年9月14日 | 日曜 22:00 - 22:54 | 同時ネット |
| 高知県         | テレビ高知（KUTV）        | TBS系列 | 2013年10月13日 - 2014年9月14日 | 日曜 22:00 - 22:54 | 同時ネット |
| 福岡県         | RKB毎日放送（RKB）        | TBS系列 | 2013年10月13日 - 2014年9月14日 | 日曜 22:00 - 22:54 | 同時ネット |
| 長崎県         | 長崎放送（NBC）           | TBS系列 | 2013年10月13日 - 2014年9月14日 | 日曜 22:00 - 22:54 | 同時ネット |
| 熊本県         | 熊本放送（RKK）           | TBS系列 | 2013年10月13日 - 2014年9月14日 | 日曜 22:00 - 22:54 | 同時ネット |
| 大分県         | 大分放送（OBS）           | TBS系列 | 2013年10月13日 - 2014年9月14日 | 日曜 22:00 - 22:54 | 同時ネット |
| 宮崎県         | 宮崎放送（MRT）           | TBS系列 | 2013年10月13日 - 2014年9月14日 | 日曜 22:00 - 22:54 | 同時ネット |
| 鹿児島県       | 南日本放送（MBC）         | TBS系列 | 2013年10月13日 - 2014年9月14日 | 日曜 22:00 - 22:54 | 同時ネット |
| 沖縄県         | 琉球放送（RBC）           | TBS系列 | 2013年10月13日 - 2014年9月14日 | 日曜 22:00 - 22:54 | 同時ネット |